# Joanne Paveyová
Joanne Paveyová (* 20. září 1973 Honiton) je britská atletka, běžkyně na dlouhé tratě, mistryně Evropy v běhu na 10 000 metrů z roku 2014.

## Sportovní kariéra
Účastnila se celkem čtyř olympijských her – bez medailového umístění, nejlépe dopadla v Athénách v roce 2004, kdy doběhla ve finále na 5000 metrů pátá. Na dvojnásobné trati získala na evropském šampionátu v roce 2012 stříbrnou medaili, v Curychu v roce 2014 se v běhu na 10 000 metrů stala mistryní Evropy.